# Campeonato Mundial de Atletismo de 2009 - Decatlo masculino
O decatlo masculino do Campeonato Mundial de Atletismo de 2009 foi disputado entre 19 e 20 de agosto no Olympiastadion, em Berlim.

## Recordes
Antes desta competição, os recordes mundiais e do campeonato nesta prova eram os seguintes:
| Tipo                  | Atleta       | Pontos | Local    | Data                | Ref |
| --------------------- | ------------ | ------ | -------- | ------------------- | --- |
|                       | Roman Šebrle | 9026   | Götzis   | 27 de maio de 2001  | ver |
| Recorde do campeonato | Tomáš Dvorák | 8902   | Edmonton | 7 de agosto de 2001 | ver |

## Medalhistas
| Ouro              | Prata               | Bronze                 |
| Trey Hardee (USA) | Leonel Suárez (CUB) | Oleksiy Kasyanov (UKR) |

## Resultados

### 100 metros
Os resultados da primeira prova foram os seguintes:
| Bateria 1 | Bateria 1             | Bateria 1 | Bateria 1 | Bateria 1            |
| Pos.      | Atleta                | Tempo     | Pontos    | Notas                |
| --------- | --------------------- | --------- | --------- | -------------------- |
| 1         | RUS Alexey Sysoev     | 10.85     | 894       | Recorde da temporada |
| 2         | KAZ mitriy Karpov     | 11.02     | 856       | Recorde da temporada |
| 3         | FRA Nadir El Fassi    | 11.12     | 834       | Recorde da temporada |
| 4         | RUS Vasiliy Kharlamov | 11.22     | 812       | Recorde pessoal      |
| 5         | LAT Atis Vaisjuns     | 11.27     | 801       | Recorde da temporada |
| 6         | FRA Mateo Sossah      | 11.57     | 738       |                      |
| 7         | AUT Roland Schwarzl   | 11.69     | 713       |                      |

| Bateria 2 | Bateria 2               | Bateria 2 | Bateria 2 | Bateria 2            |
| Pos.      | Atleta                  | Tempo     | Pontos    | Notas                |
| --------- | ----------------------- | --------- | --------- | -------------------- |
| 1         | RUS Aleksandr Pogorelov | 10.95     | 872       | Recorde da temporada |
| 2         | GER Moritz Cleve        | 11.06     | 847       | Recorde pessoal      |
| 3         | CZE Roman Šebrle        | 11.16     | 825       |                      |
| 4         | JPN Daisuke Ikeda       | 11.16     | 825       |                      |
| 5         | BLR Andrei Krauchanka   | 11.18     | 821       | Recorde da temporada |
| 5         | NED Eugene Martineau    | 11.18     | 821       |                      |
| 7         | ESP Agustín Félix       | 11.32     | 791       |                      |

| Bateria 3 | Bateria 3            | Bateria 3 | Bateria 3 | Bateria 3            |
| Pos.      | Atleta               | Tempo     | Pontos    | Notas                |
| --------- | -------------------- | --------- | --------- | -------------------- |
| 1         | USA Trey Hardee      | 10.45     | 987       | Recorde da temporada |
| 2         | USA Ashton Eaton     | 10.53     | 968       |                      |
| 3         | CUB Yordani García   | 10.60     | 952       | Recorde pessoal      |
| 4         | UKR Oleksiy Kasyanov | 10.63     | 945       |                      |
| 5         | CUB Yunior Díaz      | 10.66     | 938       | Recorde pessoal      |
| 6         | ALG Larbi Bouraada   | 10.68     | 933       | Recorde pessoal      |
| 7         | EST Andres Raja      | 10.82     | 901       |                      |
| 8         | JAM Maurice Smith    | 29.42     |           |                      |

| Bateria 4 | Bateria 4              | Bateria 4 | Bateria 4 | Bateria 4       |
| Pos.      | Atleta                 | Tempo     | Pontos    | Notas           |
| --------- | ---------------------- | --------- | --------- | --------------- |
| 1         | NED Ingmar Vos         | 10.90     | 883       |                 |
| 2         | GER Pascal Behrenbruch | 10.92     | 878       |                 |
| 3         | SWE Daniel Almgren     | 10.92     | 878       | Recorde pessoal |
| 4         | GER Norman Müller      | 11.01     | 858       |                 |
| 5         | SUI Simon Walter       | 11.05     | 850       |                 |
| 6         | NED Eelco Sintnicolaas | 11.05     | 850       |                 |
| 7         | EST Mikk-Mihkel Arro   | 11.11     | 836       |                 |
| 8         | CUB Leonel Suárez      | 11.13     | 832       |                 |

| Bateria 5 | Bateria 5           | Bateria 5 | Bateria 5 | Bateria 5       |
| Pos.      | Atleta              | Tempo     | Pontos    | Notas           |
| --------- | ------------------- | --------- | --------- | --------------- |
| 1         | RSA Willem Coertzen | 10.89     | 885       | Recorde pessoal |
| 2         | SWE Nicklas Wiberg  | 10.96     | 870       | Recorde pessoal |
| 3         | EST Mikk Pahapill   | 11.01     | 858       | Recorde pessoal |
| 4         | USA Jake Arnold     | 11.01     | 858       | Recorde pessoal |
| 5         | UKR Yevhen Nikitin  | 11.04     | 852       |                 |
| 6         | NZL Brent Newdick   | 11.11     | 836       |                 |
| 7         | FRA Romain Barras   | 11.14     | 830       |                 |
| 8         | HUN Attila Szabó    | 11.15     | 827       |                 |

### Salto em distância
Os resultados da segunda prova foram os seguintes:
| Grupo A | Grupo A               | Grupo A   | Grupo A | Grupo A              |
| Pos.    | Atleta                | Distância | Pontos  | Notas                |
| ------- | --------------------- | --------- | ------- | -------------------- |
| 1       | USA Ashton Eaton      | 7.85      | 1022    | Recorde pessoal      |
| 2       | USA Trey Hardee       | 7.83      | 1017    | Recorde pessoal      |
| 3       | UKR Oleksiy Kasyanov  | 7.80      | 1010    | Recorde pessoal      |
| 4       | CZE Roman Šebrle      | 7.80      | 1010    |                      |
| 5       | CUB Yunior Díaz       | 7.72      | 990     |                      |
| 6       | BLR Andrei Krauchanka | 7.62      | 965     | Recorde da temporada |
| 7       | NED Eugene Martineau  | 7.41      | 913     | Recorde pessoal      |
| 8       | EST Andres Raja       | 7.38      | 905     |                      |
| 9       | RUS Vasiliy Kharlamov | 7.38      | 905     |                      |
| 10      | ALG Larbi Bouraada    | 7.35      | 898     |                      |
| 11      | GER Norman Müller     | 7.35      | 898     |                      |
| 12      | RSA Willem Coertzen   | 7.32      | 891     |                      |
| 13      | SWE Nicklas Wiberg    | 7.25      | 874     |                      |
| 14      | CUB Leonel Suárez     | 7.24      | 871     |                      |
| 15      | NED Ingmar Vos        | 7.21      | 864     |                      |
| 16      | ESP Agustín Félix     | 7.19      | 859     |                      |
| 17      | CUB Yordani García    | 7.05      | 826     |                      |
| 18      | EST Mikk-Mihkel Arro  | 6.94      | 799     |                      |
|         | AUT Roland Schwarzl   | NM        |         |                      |

| Grupo B | Grupo B                 | Grupo B   | Grupo B | Grupo B              |
| Pos.    | Atleta                  | Distância | Pontos  | Notas                |
| ------- | ----------------------- | --------- | ------- | -------------------- |
| 1       | RUS Aleksandr Pogorelov | 7.49      | 932     | Recorde da temporada |
| 2       | NZL Brent Newdick       | 7.42      | 915     | Recorde pessoal      |
| 3       | SWE Daniel Almgren      | 7.29      | 883     | Recorde da temporada |
| 4       | GER Moritz Cleve        | 7.27      | 878     | Recorde pessoal      |
| 5       | FRA Nadir El Fassi      | 7.26      | 876     | Recorde da temporada |
| 6       | SUI Simon Walter        | 7.21      | 864     | Recorde pessoal      |
| 7       | NED Eelco Sintnicolaas  | 7.16      | 852     |                      |
| 8       | HUN Attila Szabó        | 7.09      | 835     | Recorde da temporada |
| 9       | JPN Daisuke Ikeda       | 7.09      | 835     | Recorde pessoal      |
| 10      | GER Pascal Behrenbruch  | 7.09      | 835     | Recorde da temporada |
| 11      | FRA Romain Barras       | 7.04      | 823     |                      |
| 12      | FRA Mateo Sossah        | 7.04      | 823     |                      |
| 13      | LAT Atis Vaisjuns       | 6.94      | 799     |                      |
| 14      | UKR Yevhen Nikitin      | 6.92      | 795     |                      |
| 15      | RUS Alexey Sysoev       | 6.87      | 783     | Recorde da temporada |
| 16      | KAZ Dmitriy Karpov      | 6.86      | 781     |                      |
| 17      | USA Jake Arnold         | 6.73      | 750     |                      |
|         | EST Mikk Pahapill       | NM        |         |                      |
|         | JAM Maurice Smith       | DNS       |         |                      |

### Arremesso de peso
Os resultados da terceira prova foram os seguintes:
| Grupo A | Grupo A                | Grupo A   | Grupo A | Grupo A              |
| Pos.    | Atleta                 | Distância | Pontos  | Notas                |
| ------- | ---------------------- | --------- | ------- | -------------------- |
| 1       | USA Trey Hardee        | 15.33     | 810     | Recorde pessoal      |
| 2       | SWE Nicklas Wiberg     | 14.99     | 789     | Recorde pessoal      |
| 3       | EST Andres Raja        | 14.55     | 762     | Recorde da temporada |
| 4       | EST Mikk-Mihkel Arro   | 14.42     | 754     | Recorde da temporada |
| 5       | GER Moritz Cleve       | 14.12     | 736     |                      |
| 6       | BLR Andrei Krauchanka  | 13.96     | 726     | Recorde da temporada |
| 7       | NED Ingmar Vos         | 13.78     | 715     |                      |
| 8       | FRA Nadir El Fassi     | 13.62     | 705     |                      |
| 9       | JPN Daisuke Ikeda      | 13.43     | 693     | Recorde pessoal      |
| 10      | SWE Daniel Almgren     | 13.43     | 693     |                      |
| 11      | ESP Agustín Félix      | 13.23     | 681     |                      |
| 12      | RSA Willem Coertzen    | 13.16     | 677     |                      |
| 13      | NED Eelco Sintnicolaas | 12.80     | 655     |                      |
| 14      | SUI Simon Walter       | 12.80     | 655     |                      |
| 15      | NED Eugene Martineau   | 12.66     | 647     |                      |
| 16      | ALG Larbi Bouraada     | 12.30     | 625     | Recorde pessoal      |
| 17      | USA Ashton Eaton       | 12.26     | 622     |                      |
| 18      | FRA Mateo Sossah       | 11.97     | 605     |                      |
|         | AUT Roland Schwarzl    | DNS       |         |                      |

| Grupo B | Grupo B                 | Grupo B   | Grupo B | Grupo B         |
| Pos.    | Atleta                  | Distância | Pontos  | Notas           |
| ------- | ----------------------- | --------- | ------- | --------------- |
| 1       | RUS Aleksandr Pogorelov | 16.65     | 891     | Recorde pessoal |
| 2       | RUS Alexey Sysoev       | 16.17     | 862     | Recorde pessoal |
| 3       | GER Pascal Behrenbruch  | 15.77     | 837     |                 |
| 4       | UKR Oleksiy Kasyanov    | 15.72     | 834     | Recorde pessoal |
| 5       | KAZ Dmitriy Karpov      | 15.27     | 806     |                 |
| 6       | CUB Leonel Suárez       | 15.20     | 802     | Recorde pessoal |
| 7       | CUB Yordani García      | 15.15     | 799     |                 |
| 8       | CZE Roman Šebrle        | 14.98     | 788     |                 |
| 9       | RUS Vasiliy Kharlamov   | 14.95     | 787     |                 |
| 10      | GER Norman Müller       | 14.93     | 785     |                 |
| 11      | FRA Romain Barras       | 14.78     | 776     |                 |
| 12      | UKR Yevhen Nikitin      | 14.69     | 771     |                 |
| 13      | CUB Yunior Díaz         | 14.54     | 761     |                 |
| 14      | EST Mikk Pahapill       | 14.38     | 752     |                 |
| 15      | NZL Brent Newdick       | 14.35     | 750     |                 |
| 16      | LAT Atis Vaisjuns       | 14.07     | 733     |                 |
| 17      | USA Jake Arnold         | 13.97     | 727     |                 |
| 18      | HUN Attila Szabó        | 13.92     | 723     |                 |
|         | JAM Maurice Smith       | DNS       |         |                 |

### Salto em altura
Os resultados da quarta prova foram os seguintes:
| Grupo A | Grupo A                | Grupo A   | Grupo A | Grupo A              |
| Pos.    | Atleta                 | Distância | Pontos  | Notas                |
| ------- | ---------------------- | --------- | ------- | -------------------- |
| 1       | UKR Oleksiy Kasyanov   | 2.05      | 850     | Recorde pessoal      |
| 2       | GER Pascal Behrenbruch | 2.02      | 822     | Recorde da temporada |
| 3       | CUB Yunior Díaz        | 2.02      | 822     | Recorde da temporada |
| 4       | EST ndres Raja         | 1.99      | 794     |                      |
| 5       | LAT Atis Vaisjuns      | 1.99      | 794     | Recorde da temporada |
| 5       | NED Eugene Martineau   | 1.99      | 794     |                      |
| 7       | NZL Brent Newdick      | 1.99      | 794     | Recorde pessoal      |
| 8       | SWE Daniel Almgren     | 1.99      | 794     | Recorde da temporada |
| 9       | RUS Vasiliy Kharlamov  | 1.93      | 740     |                      |
| 10      | UKR Yevhen Nikitin     | 1.93      | 740     |                      |
| 11      | SUI Simon Walter       | 1.93      | 740     |                      |
| 12      | EST Mikk-Mihkel Arro   | 1.90      | 714     |                      |
| 13      | GER Moritz Cleve       | 1.87      | 687     |                      |
| 13      | JPN Daisuke Ikeda      | 1.87      | 687     | Recorde da temporada |
| 15      | HUN Attila Szabó       | 1.84      | 661     |                      |
| 16      | NED Eelco Sintnicolaas | 1.81      | 636     |                      |
|         | AUT Roland Schwarzl    | DNS       |         |                      |
|         | EST Mikk Pahapill      | DNS       |         |                      |
|         | JAM Maurice Smith      | DNS       |         |                      |

| Grupo B | Grupo B                 | Grupo B   | Grupo B | Grupo B              |
| Pos.    | Atleta                  | Distância | Pontos  | Notas                |
| ------- | ----------------------- | --------- | ------- | -------------------- |
| 1       | CZE Roman Šebrle        | 2.11      | 906     | Recorde da temporada |
| 2       | CUB Leonel Suárez       | 2.11      | 906     | Recorde da temporada |
| 3       | BLR Andrei Krauchanka   | 2.11      | 906     | Recorde da temporada |
| 4       | CUB Yordani García      | 2.08      | 878     |                      |
| 5       | RUS Aleksandr Pogorelov | 2.08      | 878     | Recorde da temporada |
| 6       | ESP Agustín Félix       | 2.08      | 878     | Recorde pessoal      |
| 7       | FRA Mateo Sossah        | 2.05      | 850     |                      |
| 8       | KAZ Dmitriy Karpov      | 2.05      | 850     | Recorde da temporada |
| 9       | ALG Larbi Bouraada      | 2.05      | 850     |                      |
| 10      | SWE Nicklas Wiberg      | 2.05      | 850     |                      |
| 11      | NED Ingmar Vos          | 2.02      | 822     |                      |
| 12      | RSA Willem Coertzen     | 2.02      | 822     |                      |
| 13      | RUS Alexey Sysoev       | 2.02      | 822     |                      |
| 14      | USA Ashton Eaton        | 2.02      | 822     |                      |
| 15      | FRA Romain Barras       | 1.99      | 794     |                      |
| 16      | FRA Nadir El Fassi      | 1.99      | 794     |                      |
| 16      | GER Norman Müller       | 1.99      | 794     |                      |
| 18      | USA Trey Hardee         | 1.99      | 794     |                      |
| 19      | USA Jake Arnold         | 1.96      | 767     |                      |

### 400 metros
Os resultados da quinta prova foram os seguintes:
| Bateria 1 | Bateria 1         | Bateria 1 | Bateria 1 | Bateria 1            |
| Pos.      | Atleta            | Tempo     | Pontos    | Notas                |
| --------- | ----------------- | --------- | --------- | -------------------- |
| 1         | JPN Daisuke Ikeda | 49.28     | 848       | Recorde pessoal      |
| 2         | RUS Alexey Sysoev | 49.32     | 846       | Recorde da temporada |
| 3         | HUN Attila Szabó  | 49.79     | 824       | Recorde pessoal      |
| 4         | LAT Atis Vaisjuns | 49.88     | 820       | Recorde pessoal      |
| 5         | NED Ingmar Vos    | 49.99     | 815       | Recorde da temporada |
| 6         | NZL Brent Newdick | 50.10     | 810       |                      |
| 7         | CZE Roman Šebrle  | 50.42     | 795       |                      |

| Bateria 2 | Bateria 2              | Bateria 2 | Bateria 2 | Bateria 2            |
| Pos.      | Atleta                 | Tempo     | Pontos    | Notas                |
| --------- | ---------------------- | --------- | --------- | -------------------- |
| 1         | CUB Yunior Díaz        | 46.15     | 1001      | Recorde pessoal      |
| 2         | SWE Daniel Almgren     | 47.68     | 925       | Recorde pessoal      |
| 3         | USA Ashton Eaton       | 47.75     | 921       |                      |
| 4         | UKR Oleksiy Kasyanov   | 47.85     | 916       | Recorde da temporada |
| 5         | CUB Leonel Suárez      | 48.00     | 909       |                      |
| 6         | ALG Larbi Bouraada     | 48.58     | 881       |                      |
| 7         | SUI Simon Walter       | 49.67     | 830       |                      |
|           | NED Eelco Sintnicolaas | DNS       |           |                      |

| Bateria 3 | Bateria 3              | Bateria 3 | Bateria 3 | Bateria 3            |
| Pos.      | Atleta                 | Tempo     | Pontos    | Notas                |
| --------- | ---------------------- | --------- | --------- | -------------------- |
| 1         | GER Norman Müller      | 48.20     | 899       | Recorde da temporada |
| 2         | GER Pascal Behrenbruch | 48.72     | 875       | Recorde da temporada |
| 3         | EST Andres Raja        | 49.00     | 861       |                      |
| 4         | USA Jake Arnold        | 49.07     | 858       | Recorde da temporada |
| 5         | RUS Vasiliy Kharlamov  | 49.44     | 841       |                      |
| 6         | UKR Yevhen Nikitin     | 49.50     | 838       |                      |
| 7         | FRA Mateo Sossah       | 49.60     | 833       |                      |

| Bateria 4 | Bateria 4             | Bateria 4 | Bateria 4 | Bateria 4            |
| Pos.      | Atleta                | Tempo     | Pontos    | Notas                |
| --------- | --------------------- | --------- | --------- | -------------------- |
| 1         | USA Trey Hardee       | 48.13     | 903       | Recorde da temporada |
| 2         | CUB Yordani García    | 48.34     | 893       | Recorde pessoal      |
| 3         | RSA Willem Coertzen   | 48.63     | 879       | Recorde pessoal      |
| 4         | SWE Nicklas Wiberg    | 48.73     | 874       |                      |
| 5         | BLR Andrei Krauchanka | 48.77     | 872       | Recorde da temporada |
| 6         | GER Moritz Cleve      | 49.17     | 853       |                      |
| 7         | FRA Romain Barras     | 49.66     | 830       |                      |

| Bateria 5 | Bateria 5               | Bateria 5 | Bateria 5 | Bateria 5            |
| Pos.      | Atleta                  | Tempo     | Pontos    | Notas                |
| --------- | ----------------------- | --------- | --------- | -------------------- |
| 1         | KAZ Dmitriy Karpov      | 49.45     | 840       | Recorde da temporada |
| 2         | NED Eugene Martineau    | 50.26     | 803       |                      |
| 3         | RUS Aleksandr Pogorelov | 50.27     | 802       | Recorde da temporada |
| 4         | EST Mikk-Mihkel Arro    | 51.28     | 857       |                      |
| 5         | FRA Nadir El Fassi      | 51.35     | 853       |                      |
| 6         | ESP Agustín Félix       | 52.41     | 807       |                      |
|           | EST Mikk Pahapill       | DNS       |           |                      |

### 110 metros com barreiras
Os resultados da sexta prova foram os seguintes:
| Bateria 1 | Bateria 1               | Bateria 1 | Bateria 1 | Bateria 1            |
| Pos.      | Atleta                  | Tempo     | Pontos    | Notas                |
| --------- | ----------------------- | --------- | --------- | -------------------- |
| 1         | RUS Aleksandr Pogorelov | 14.19     | 950       | Recorde da temporada |
| 2         | CUB Yunior Díaz         | 14.56     | 903       |                      |
| 3         | GER Norman Müller       | 14.59     | 900       |                      |
| 4         | UKR Yevhen Nikitin      | 14.87     | 865       |                      |
| 5         | JPN Daisuke Ikeda       | 14.90     | 862       |                      |
| 6         | NED Eugene Martineau    | 14.91     | 860       |                      |
|           | NED Eelco Sintnicolaas  | DNS       |           |                      |

| Bateria 2 | Bateria 2              | Bateria 2 | Bateria 2 | Bateria 2            |
| Pos.      | Atleta                 | Tempo     | Pontos    | Notas                |
| --------- | ---------------------- | --------- | --------- | -------------------- |
| 1         | USA Trey Hardee        | 13.86     | 993       | Recorde da temporada |
| 2         | CUB Yordani García     | 14.08     | 964       |                      |
| 3         | EST Andres Raja        | 14.22     | 946       |                      |
| 4         | GER Pascal Behrenbruch | 14.24     | 944       |                      |
| 5         | USA Ashton Eaton       | 14.28     | 939       |                      |
| 6         | USA Jake Arnold        | 14.40     | 924       |                      |
| 7         | CUB Leonel Suárez      | 14.45     | 917       |                      |
|           | EST Mikk Pahapill      | DNS       |           |                      |

| Bateria 3 | Bateria 3             | Bateria 3 | Bateria 3 | Bateria 3            |
| Pos.      | Atleta                | Tempo     | Pontos    | Notas                |
| --------- | --------------------- | --------- | --------- | -------------------- |
| 1         | BLR Andrei Krauchanka | 14.13     | 958       | Recorde da temporada |
| 2         | RSA Willem Coertzen   | 14.26     | 941       | Recorde pessoal      |
| 3         | FRA Romain Barras     | 14.27     | 940       | Recorde da temporada |
| 4         | UKR Oleksiy Kasyanov  | 14.44     | 918       |                      |
| 5         | CZE Roman Šebrle      | 14.44     | 918       |                      |
| 6         | GER Moritz Cleve      | 14.54     | 906       |                      |
| 7         | NZL Brent Newdick     | 14.82     | 871       |                      |

| Bateria 4 | Bateria 4          | Bateria 4 | Bateria 4 | Bateria 4            |
| Pos.      | Atleta             | Tempo     | Pontos    | Notas                |
| --------- | ------------------ | --------- | --------- | -------------------- |
| 1         | KAZ Dmitriy Karpov | 14.46     | 916       | Recorde da temporada |
| 2         | HUN Attila Szabó   | 14.65     | 892       | Recorde da temporada |
| 3         | SUI Simon Walter   | 14.83     | 870       |                      |
| 4         | FRA Nadir El Fassi | 14.90     | 862       | Recorde da temporada |
| 5         | RUS Alexey Sysoev  | 14.97     | 853       | Recorde da temporada |
| 6         | SWE Daniel Almgren | 15.14     | 833       |                      |
| 7         | LAT Atis Vaisjuns  | 15.27     | 817       |                      |

| Bateria 5 | Bateria 5             | Bateria 5 | Bateria 5 | Bateria 5       |
| Pos.      | Atleta                | Tempo     | Pontos    | Notas           |
| --------- | --------------------- | --------- | --------- | --------------- |
| 1         | NED Ingmar Vos        | 14.51     | 910       | Recorde pessoal |
| 2         | ALG Larbi Bouraada    | 14.57     | 902       | Recorde pessoal |
| 3         | SWE Nicklas Wiberg    | 14.75     | 880       |                 |
| 4         | ESP Agustín Félix     | 14.80     | 874       |                 |
| 5         | EST Mikk-Mihkel Arro  | 14.82     | 871       |                 |
| 6         | FRA Mateo Sossah      | 14.83     | 870       |                 |
| 7         | RUS Vasiliy Kharlamov | 14.83     | 870       |                 |

### Arremesso de disco
Os resultados da sétima prova foram os seguintes:
| Grupo A | Grupo A                | Grupo A   | Grupo A | Grupo A              |
| Pos.    | Atleta                 | Distância | Pontos  | Notas                |
| ------- | ---------------------- | --------- | ------- | -------------------- |
| 1       | CUB Yunior Díaz        | 43.52     | 736     |                      |
| 2       | ESP Agustín Félix      | 42.81     | 722     | Recorde da temporada |
| 3       | EST Andres Raja        | 42.75     | 721     | Recorde pessoal      |
| 4       | RSA Willem Coertzen    | 42.40     | 713     | Recorde pessoal      |
| 5       | NED Ingmar Vos         | 42.39     | 713     | Recorde da temporada |
| 6       | SWE Nicklas Wiberg     | 42.28     | 711     | Recorde da temporada |
| 7       | FRA Nadir El Fassi     | 42.25     | 710     | Recorde da temporada |
| 8       | BLR Andrei Krauchanka  | 42.24     | 710     |                      |
| 9       | LAT Atis Vaisjuns      | 42.02     | 706     | Recorde da temporada |
| 10      | EST Mikk-Mihkel Arro   | 41.83     | 702     | Recorde da temporada |
| 11      | GER Norman Müller      | 41.21     | 689     |                      |
| 12      | JPN Daisuke Ikeda      | 39.72     | 659     |                      |
| 13      | GER Moritz Cleve       | 39.62     | 657     |                      |
| 14      | ALG Larbi Bouraada     | 37.83     | 621     | Recorde pessoal      |
| 15      | USA Ashton Eaton       | 37.15     | 607     |                      |
| 16      | SWE Daniel Almgren     | 34.33     | 550     |                      |
|         | NED Eelco Sintnicolaas | DNS       |         |                      |

| Grupo B | Grupo B                 | Grupo B   | Grupo B | Grupo B              |
| Pos.    | Atleta                  | Distância | Pontos  | Notas                |
| ------- | ----------------------- | --------- | ------- | -------------------- |
| 1       | RUS Alexey Sysoev       | 53.03     | 934     | Recorde da temporada |
| 2       | KAZ Dmitriy Karpov      | 48.93     | 848     |                      |
| 3       | RUS Aleksandr Pogorelov | 48.46     | 838     |                      |
| 4       | USA Trey Hardee         | 48.08     | 830     | Recorde da temporada |
| 5       | GER Pascal Behrenbruch  | 48.06     | 830     |                      |
| 6       | UKR Oleksiy Kasyanov    | 46.70     | 802     |                      |
| 7       | CZE Roman Šebrle        | 46.30     | 794     |                      |
| 8       | RUS Vasiliy Kharlamov   | 46.24     | 792     |                      |
| 9       | FRA Romain Barras       | 45.62     | 780     | Recorde pessoal      |
| 10      | NED Eugene Martineau    | 44.94     | 766     | Recorde da temporada |
| 11      | CUB Leonel Suárez       | 44.71     | 761     |                      |
| 12      | CUB Yordani García      | 44.40     | 754     | Recorde da temporada |
| 13      | HUN Attila Szabó        | 43.75     | 741     |                      |
| 14      | NZL Brent Newdick       | 43.60     | 738     |                      |
| 15      | USA Jake Arnold         | 43.23     | 730     |                      |
| 16      | UKR Yevhen Nikitin      | 42.71     | 720     |                      |
| 17      | SUI Simon Walter        | 42.48     | 715     |                      |
| 18      | FRA Mateo Sossah        | 41.25     | 690     |                      |

Os resultados da oitava prova foram os seguintes:
| Grupo A | Grupo A                | Grupo A   | Grupo A | Grupo A              |
| Pos.    | Atleta                 | Distância | Pontos  | Notas                |
| ------- | ---------------------- | --------- | ------- | -------------------- |
| 1       | FRA Nadir El Fassi     | 4.80      | 849     | Recorde da temporada |
| 2       | EST Andres Raja        | 4.80      | 849     | Recorde pessoal      |
| 3       | NZL Brent Newdick      | 4.80      | 849     | Recorde pessoal      |
| 3       | UKR Oleksiy Kasyanov   | 4.80      | 849     | Recorde pessoal      |
| 5       | GER Pascal Behrenbruch | 4.80      | 849     | Recorde pessoal      |
| 6       | ALG Larbi Bouraada     | 4.70      | 819     | Recorde pessoal      |
| 7       | RSA Willem Coertzen    | 4.60      | 790     | Recorde pessoal      |
| 8       | JPN Daisuke Ikeda      | 4.60      | 790     | Recorde pessoal      |
| 9       | UKR Yevhen Nikitin     | 4.60      | 790     |                      |
| 10      | CUB Yunior Díaz        | 4.60      | 790     | Recorde pessoal      |
| 11      | EST Mikk-Mihkel Arro   | 4.50      | 760     |                      |
| 12      | SWE Nicklas Wiberg     | 4.50      | 760     | Recorde pessoal      |
| 13      | FRA Mateo Sossah       | 4.40      | 731     |                      |
| 13      | LAT Atis Vaisjuns      | 4.40      | 731     |                      |
| 13      | NED Ingmar Vos         | 4.40      | 731     | Recorde pessoal      |
| 16      | HUN Attila Szabó       | 4.40      | 731     | Recorde pessoal      |
| 17      | SWE Daniel Almgren     | 4.30      | 702     | Recorde da temporada |

| Grupo B | Grupo B                 | Grupo B   | Grupo B         | Grupo B              |
| Pos.    | Atleta                  | Distância | Pontos          | Notas                |
| ------- | ----------------------- | --------- | --------------- | -------------------- |
| 1       | USA Trey Hardee         | 5.20      | 972             | Recorde da temporada |
| 2       | RUS Alexey Sysoev       | 5.10      | 941             | Recorde pessoal      |
| 3       | RUS Aleksandr Pogorelov | 5.10      | Recorde pessoal | 941                  |
| 4       | SUI Simon Walter        | 5.00      | 910             | Recorde pessoal      |
| 5       | RUS Vasiliy Kharlamov   | 5.00      | 910             | Recorde pessoal      |
| 5       | USA Ashton Eaton        | 5.00      | 910             | Recorde da temporada |
| 7       | FRA Romain Barras       | 5.00      | 910             | Recorde da temporada |
| 8       | CUB Leonel Suárez       | 5.00      | 910             | Recorde pessoal      |
| 9       | BLR Andrei Krauchanka   | 4.90      | 880             |                      |
| 10      | ESP Agustín Félix       | 4.90      | 880             | Recorde da temporada |
| 11      | KAZ Dmitriy Karpov      | 4.80      | 849             |                      |
| 12      | NED Eugene Martineau    | 4.80      | 849             |                      |
| 13      | GER Norman Müller       | 4.80      | 849             |                      |
| 14      | USA Jake Arnold         | 4.70      | 819             |                      |
| 15      | CUB Yordani García      | 4.70      | 819             |                      |
| 16      | CZE Roman Šebrle        | 4.60      | 790             |                      |
| 16      | GER Moritz Cleve        | 4.60      | 790             |                      |
|         | NED Eelco Sintnicolaas  | DNS       |                 |                      |

### Lançamento de dardo
Os resultados da nona prova foram os seguintes:
| Grupo A | Grupo A               | Grupo A   | Grupo A | Grupo A              |
| Pos.    | Atleta                | Distância | Pontos  | Notas                |
| ------- | --------------------- | --------- | ------- | -------------------- |
| 1       | SWE Nicklas Wiberg    | 75.02     | 966     | Recorde pessoal      |
| 2       | NED Eugene Martineau  | 70.14     | 892     | Recorde da temporada |
| 3       | CUB Yordani García    | 69.37     | 880     | Recorde pessoal      |
| 4       | CZE Roman Šebrle      | 65.61     | 823     |                      |
| 5       | NED Ingmar Vos        | 64.27     | 802     | Recorde da temporada |
| 6       | BLR Andrei Krauchanka | 60.71     | 749     |                      |
| 7       | FRA Mateo Sossah      | 59.67     | 733     |                      |
| 8       | HUN Attila Szabó      | 59.56     | 731     |                      |
| 9       | LAT Atis Vaisjuns     | 57.50     | 700     |                      |
| 10      | GER Norman Müller     | 57.40     | 699     |                      |
| 11      | USA Jake Arnold       | 57.37     | 698     |                      |
| 12      | SWE Daniel Almgren    | 56.69     | 688     |                      |
| 13      | EST Mikk-Mihkel Arro  | 56.21     | 681     | Recorde da temporada |
| 14      | GER Moritz Cleve      | 54.26     | 652     |                      |
| 15      | KAZ Dmitriy Karpov    | 51.38     | 609     |                      |
| 16      | ESP Agustín Félix     | 50.10     | 590     |                      |

| Grupo B | Grupo B                 | Grupo B   | Grupo B | Grupo B              |
| Pos.    | Atleta                  | Distância | Pontos  | Notas                |
| ------- | ----------------------- | --------- | ------- | -------------------- |
| 1       | CUB Leonel Suárez       | 75.19     | 969     |                      |
| 2       | GER Pascal Behrenbruch  | 69.72     | 885     |                      |
| 3       | USA Trey Hardee         | 68.00     | 859     | Recorde pessoal      |
| 4       | RSA Willem Coertzen     | 65.46     | 820     | Recorde pessoal      |
| 5       | RUS Alexey Sysoev       | 64.55     | 807     | Recorde pessoal      |
| 6       | RUS Aleksandr Pogorelov | 63.95     | 797     | Recorde da temporada |
| 7       | JPN Daisuke Ikeda       | 63.73     | 794     |                      |
| 8       | ALG Larbi Bouraada      | 62.53     | 776     | Recorde pessoal      |
| 9       | FRA Romain Barras       | 61.24     | 757     |                      |
| 10      | CUB Yunior Díaz         | 60.09     | 739     | Recorde pessoal      |
| 11      | RUS Vasiliy Kharlamov   | 59.93     | 737     | Recorde pessoal      |
| 12      | EST Andres Raja         | 57.73     | 704     |                      |
| 13      | FRA Nadir El Fassi      | 57.65     | 703     | Recorde da temporada |
| 14      | SUI Simon Walter        | 54.91     | 662     | Recorde pessoal      |
| 15      | UKR Yevhen Nikitin      | 54.73     | 659     |                      |
| 16      | NZL Brent Newdick       | 51.52     | 611     |                      |
| 17      | USA Ashton Eaton        | 50.87     | 601     |                      |
| 18      | UKR Oleksiy Kasyanov    | 49.00     | 574     |                      |

### 1500 metros
Os resultados da décima prova foram os seguintes:
| Bateria 1 | Bateria 1            | Bateria 1 | Bateria 1 | Bateria 1            |
| Pos.      | Atleta               | Tempo     | Pontos    | Notas                |
| --------- | -------------------- | --------- | --------- | -------------------- |
| 1         | ALG Larbi Bouraada   | 4:12.15   | 866       | Recorde pessoal      |
| 2         | SWE Daniel Almgren   | 4:13.47   | 857       |                      |
| 3         | FRA Nadir El Fassi   | 4:16.51   | 836       | Recorde da temporada |
| 4         | FRA Mateo Sossah     | 4:20.40   | 809       | Recorde da temporada |
| 5         | JPN Daisuke Ikeda    | 4:22.39   | 795       | Recorde pessoal      |
| 6         | GER Moritz Cleve     | 4:25.96   | 771       | Recorde pessoal      |
| 7         | NED Ingmar Vos       | 4:28.51   | 754       |                      |
| 8         | NZL Brent Newdick    | 4:30.57   | 741       | Recorde pessoal      |
| 9         | NED Eugene Martineau | 4:35.27   | 710       | Recorde da temporada |
| 10        | USA Jake Arnold      | 4:35.93   | 706       |                      |
| 11        | UKR Yevhen Nikitin   | 4:40.12   | 680       |                      |
| 12        | EST Mikk-Mihkel Arro | 4:44.14   | 654       |                      |
| 13        | HUN Attila Szabó     | 4:45.64   | 645       | Recorde pessoal      |
| 14        | LAT Atis Vaisjuns    | 4:52.08   | 606       |                      |
| 15        | KAZ Dmitriy Karpov   | 4:53.61   | 597       |                      |
| 16        | ESP Agustín Félix    | 5:00.50   | 557       |                      |
| 17        | SUI Simon Walter     | 5:01.12   | 553       |                      |

| Bateria 2 | Bateria 2               | Bateria 2 | Bateria 2 | Bateria 2            |
| Pos.      | Atleta                  | Tempo     | Pontos    | Notas                |
| --------- | ----------------------- | --------- | --------- | -------------------- |
| 1         | SWE Nicklas Wiberg      | 4:17.05   | 832       |                      |
| 2         | UKR Oleksiy Kasyanov    | 4:24.52   | 781       | Recorde da temporada |
| 3         | FRA Romain Barras       | 4:27.04   | 764       |                      |
| 4         | CUB Leonel Suárez       | 4:27.25   | 763       |                      |
| 5         | RSA Willem Coertzen     | 4:32.57   | 728       |                      |
| 6         | GER Norman Müller       | 4:33.02   | 725       |                      |
| 7         | RUS Alexey Sysoev       | 4:34.97   | 712       | Recorde da temporada |
| 8         | BLR Andrei Krauchanka   | 4:37.77   | 694       |                      |
| 9         | GER Pascal Behrenbruch  | 4:39.45   | 684       |                      |
| 10        | CUB Yunior Díaz         | 4:40.58   | 677       | Recorde da temporada |
| 11        | EST Andres Raja         | 4:40.73   | 676       | Recorde pessoal      |
| 12        | RUS Vasiliy Kharlamov   | 4:41.54   | 671       |                      |
| 13        | USA Ashton Eaton        | 4:45.03   | 649       |                      |
| 14        | RUS Aleksandr Pogorelov | 4:48.70   | 627       | Recorde da temporada |
| 15        | USA Trey Hardee         | 4:48.91   | 625       |                      |
| 16        | CUB Yordani García      | 4:49.45   | 622       |                      |
| 17        | CZE Roman Šebrle        | 4:50.33   | 617       |                      |

## Classificação
Classificação final:
| Pos.              | Atleta                  | Pontos | Notas                |
| ----------------- | ----------------------- | ------ | -------------------- |
| Medalha de ouro   | USA Trey Hardee         | 8790   | Recorde da temporada |
| Medalha de prata  | CUB Leonel Suárez       | 8640   |                      |
| DSQ               | RUS Aleksandr Pogorelov | 8528   | Doping               |
| Medalha de bronze | UKR Oleksiy Kasyanov    | 8479   | Recorde pessoal      |
| 4                 | RUS Alexey Sysoev       | 8454   | Recorde da temporada |
| 5                 | GER Pascal Behrenbruch  | 8439   | Recorde pessoal      |
| 6                 | SWE Nicklas Wiberg      | 8406   | Recorde nacional     |
| 7                 | CUB Yordani García      | 8387   |                      |
| 8                 | CUB Yunior Díaz         | 8357   | Recorde pessoal      |
| 9                 | BLR Andrei Krauchanka   | 8281   |                      |
| 10                | CZE Roman Šebrle        | 8266   |                      |
| 11                | FRA Romain Barras       | 8204   |                      |
| 12                | ALG Larbi Bouraada      | 8171   | Recorde africano     |
| 13                | RSA Willem Coertzen     | 8146   | Recorde nacional     |
| 14                | EST Andres Raja         | 8119   | Recorde pessoal      |
| 15                | GER Norman Müller       | 8096   |                      |
| 16                | RUS Vasiliy Kharlamov   | 8065   |                      |
| 17                | USA Ashton Eaton        | 8061   |                      |
| 18                | NED Eugene Martineau    | 8055   |                      |
| 19                | NED Ingmar Vos          | 8009   | Recorde pessoal      |
| 20                | KAZ Dmitriy Karpov      | 7952   |                      |
| 21                | FRA Nadir El Fassi      | 7922   | Recorde da temporada |
| 22                | NZL Brent Newdick       | 7915   | Recorde pessoal      |
| 23                | USA Jake Arnold         | 7837   |                      |
| 24                | SWE Daniel Almgren      | 7803   | Recorde pessoal      |
| 25                | JPN Daisuke Ikeda       | 7788   | Recorde pessoal      |
| 26                | GER Moritz Cleve        | 7777   |                      |
| 27                | UKR Yevhen Nikitin      | 7710   |                      |
| 28                | FRA Mateo Sossah        | 7682   |                      |
| 29                | SUI Simon Walter        | 7649   |                      |
| 30                | HUN Attila Szabó        | 7610   |                      |
| 31                | ESP Agustín Félix       | 7539   |                      |
| 32                | EST Mikk-Mihkel Arro    | 7528   |                      |
| 33                | LAT Atis Vaisjuns       | 7507   |                      |
|                   | AUT Roland Schwarzl     | DNF    |                      |
|                   | JAM Maurice Smith       | DNF    |                      |
|                   | EST Mikk Pahapill       | DNF    |                      |
|                   | NED Eelco Sintnicolaas  | DNF    |                      |

Legenda
| Recorde mundial       | Recorde mundial (World record)               |                       | Recorde africano                      | Recorde africano (African) |                                           | Q | Classificado por posição (Qualified) |
| Recorde do campeonato | Recorde do campeonato (Championship record)  | Recorde da América    | Recorde da América (Americas)         | q                          | Classificado por melhor tempo (Qualified) |   |                                      |
| Melhor marca do ano   | Melhor marca do ano (World leading)          | Recorde asiático      | Recorde asiático (Asian)              | DNS                        | Não largou (Did not start)                |   |                                      |
| Recorde nacional      | Recorde nacional (National record)           | Recorde europeu       | Recorde europeu (European)            | DNF                        | Não terminou (Did not finish)             |   |                                      |
| Recorde pessoal       | Recorde pessoal do atleta (Personal best)    | Recorde da Oceania    | Recorde da Oceania (Oceania)          | DSQ / DQ                   | Desclassificado (Disqualified)            |   |                                      |
| Recorde da temporada  | Recorde da temporada do atleta (Season best) | Recorde sul-americano | Recorde sul-americano (South America) | NM                         | Sem marca (No mark)                       |   |                                      |